# Condado de Logan (Kansas)
El condado de Logan (en inglés: Logan County), fundado en 1887, es uno de 105 condados del estado estadounidense de Kansas. En el año 2005, el condado tenía una población de 2,794 habitantes y una densidad poblacional de 1 personas por km². La sede del condado es Oakley. El condado recibe su nombre en honor a John Alexander Logan.

## Geografía
Según la Oficina del Censo, el condado tiene un área total de 2779 km² (1073,0 mi²), de la cual 2779 km² (1073,0 mi²) es tierra y 0 km² (0 mi²) (0.01%) es agua.

### Condados adyacentes
- Condado de Thomas (norte)
- Condado de Gove (este)
- Condado de Scott (sureste)
- Condado de Wichita (sur)
- Condado de Wallace (oeste)
- Condado de Sherman (noroeste)

## Demografía
Según la Oficina del Censo en 2000, los ingresos medios por hogar en el condado eran de $32,131, y los ingresos medios por familia eran $40,104. Los hombres tenían unos ingresos medios de $28,105 frente a los $19,609 para las mujeres. La renta per cápita para el condado era de $17,294. Alrededor del 7.30% de la población estaban por debajo del umbral de pobreza.

## Transporte

### Autopistas principales
- U.S. Route 40
- Ruta Estatal de Kansas 25
- Ruta Estatal de Kansas 95

## Localidades
Población estimada en 2004;
- Oakley, 2,006 (sede)
- Winona, 209
- Russell Springs, 30

### Municipios
El condado de Logan está dividido entre 11 municipios. El condado no tiene a ninguna ciudad independiente a nivel de gobierno, y todos los datos de población para el censo de las ciudades son incluidas en el municipio.

## Educación

### Distritos escolares
- Oakley USD 274
- Triplains USD 275